# Handball-Bayernliga 1959/60
Die Saison 1959/60 der Handball-Bayernliga war die zweite Spielzeit der bayerischen Handballliga, die als eine der höchsten Spielklassen im deutschen Ligensystem eingestuft war.

## Bayerische Meisterschaft

Bereich des „Bayer. Handballverbandes“ (BHV)

Der amtierende Meister TSV 1860 Ansbach konnte seinen Titel verteidigen und war damit erneut zur Teilnahme an der Süddeutschen Meisterschaft berechtigt, bei der er die Vizemeisterschaft gewann, so auch für die Endrunde zur Deutschen Meisterschaft 1960 in Stuttgart qualifiziert war und dort am Ende Platz vier belegte. Auch der Vizemeister Post SV München qualifizierte sich für die Süddeutsche Meisterschaft, war aber als Drittplatzierter in seiner Vorrundengruppe nicht zur Teilnahme für die Endrunde berechtigt. Abgestiegen sind die TG Landshut und der TV Neugablonz. Neu in der Liga waren der TV 1848 Erlangen und der TSV 09 Landshut, die sich bei der Endrunde zur Landesligameisterschaft durchsetzen konnten.

## Teilnehmer
| - TSV 1860 Ansbach (Titelverteidiger) - TV 1848 Erlangen (Aufsteiger) - TSV 09 Landshut (Aufsteiger) - TG Landshut | - TV Neugablonz - Post SV München - Regensburger TS |  |

Nicht mehr dabei waren die Absteiger der Vorsaison TSV Rödelsee und TV Münchberg.

## Modus
Es spielte jedes Team nur einmal gegeneinander, ohne Rückrunde. So war bereits nach 6 Spieltagen die
 Meisterschaft entschieden. Der Meister und der Vizemeister waren zur Teilnahme an der Süddeutschen
 Meisterschaft qualifiziert, die Plätze 6 und 7 waren die Absteiger.

### Abschlusstabelle
Saison 1959/60 
|    | Mannschaft           | Spiele | Tore  | Punkte |
| -- | -------------------- | ------ | ----- | ------ |
| 1. | TSV 1860 Ansbach (M) | 6      | 60:28 | 11:1   |
| 2. | Post SV München      | 6      | 61:36 | 11:1   |
| 3. | TV 1848 Erlangen (N) | 6      | 44:35 | 7:5    |
| 4. | TSV 09 Landshut (N)  | 6      | 40:53 | 5:7    |
| 5. | Regensburger TS      | 6      | 54:44 | 4:8    |
| 6. | TG Landshut          | 6      | 43:54 | 4:8    |
| 7. | TV Neugablonz        | 6      | 23:75 | 0:12   |

(M) = Meister (Titelverteidiger) (N) = Neu in der Liga (Aufsteiger) 

Bayerischer Meister und für die Endrunde zur Süddeutschen Meisterschaft qualifiziert
Für die Endrunde zur Süddeutschen Meisterschaft 1960 qualifiziert
 Für die Bayernliga 1960/61 qualifiziert
Absteiger

## Süddeutsche Meisterschaft 1959/60
Die Süddeutsche Handballmeisterschaft 1960 war die elfte vom SHV ausgerichtete Endrunde um die Süddeutsche
 Meisterschaft im Hallenhandball der Männer. Sie wurde vom 5. bis 6. März 1960 in der Killesberghalle VI in Stuttgart
 ausgespielt, in einem Endrundenturnier mit zwei Gruppen in der Vorrunde. Die zwei bestplatzierten Teams jeder
 Gruppe nahmen an der Endrunde zur Süddeutschen Meisterschaft teil. Der Meister und der Vizemeister waren für
 die Endausscheidung zur Deutschen Meisterschaft qualifiziert.
Der Post SV München konnte sich als Dritter in der
 Vorrundengruppe nicht für die Endrunde qualifizieren.

### Endrundentabelle
Saison 1959/60 
|    | Mannschaft              | Spiele | Punkte |
| -- | ----------------------- | ------ | ------ |
| 1. | TC Frisch Auf Göppingen | 3      | 6:0    |
| 2. | TSV 1860 Ansbach        | 3      | 4:2    |
| 3. | FT 1844 Freiburg        | 3      | 2:4    |
| 4. | TS Durlach 1846         | 3      | 0:6    |

Süddeutscher Meister und für die Endrunde zur Deutschen Meisterschaft 1959/60 qualifiziert

Für die Endrunde zur Deutschen Meisterschaft 1959/60 qualifiziert

## Deutsche Meisterschaft 1959/60
Der TSV 1860 Ansbach konnte sich als Zweiter in der Vorrunde Gruppe B für die Finalrunde
 qualifizieren und belegte am Ende den vierten Platz.

### Finalrunde
Halbfinale, 6. März
TC Frisch Auf Göppingen – TSV 1860 Ansbach: 7:6
THW Kiel – Berliner SV 1892: 4:3
Spiel um Platz fünf, 6. März
SV Bayer 04 Leverkusen – TSG Haßloch: 9:4
Spiel um Platz drei, 6. März
Berliner SV 1892 – TSV 1860 Ansbach: 12:5
Finale, 6. März
TC Frisch Auf Göppingen – THW Kiel: 6:3 (Halbzeit: 3:2)